# Геллап
Геллап (англ. Gallup) — місто (англ. city) в США, адміністративний центр округу Маккінлі штату Нью-Мексико. Населення — 21 899 осіб (2020).

## Географія
Геллап розташований за координатами 35°30′50″ пн. ш. 108°44′38″ зх. д. / 35.51389° пн. ш. 108.74389° зх. д. (35.513829, -108.743767). За даними Бюро перепису населення США в 2010 році місто мало площу 49,00 км², з яких 48,99 км² — суходіл та 0,01 км² — водойми.

### Клімат
| Клімат : Геллап                           | Клімат : Геллап | Клімат : Геллап | Клімат : Геллап | Клімат : Геллап | Клімат : Геллап | Клімат : Геллап | Клімат : Геллап | Клімат : Геллап | Клімат : Геллап | Клімат : Геллап | Клімат : Геллап | Клімат : Геллап | Клімат : Геллап |
| Показник                                  | Січ.            | Лют.            | Бер.            | Квіт.           | Трав.           | Черв.           | Лип.            | Серп.           | Вер.            | Жовт.           | Лист.           | Груд.           | Рік             |
| Абсолютний максимум, °C                   | 19,4            | 22,8            | 27,2            | 28,9            | 35,0            | 36,7            | 37,8            | 36,7            | 33,9            | 30,6            | 25,6            | 18,9            | 37,8            |
| Середній максимум, °C                     | 7,2             | 10,0            | 13,9            | 18,3            | 23,9            | 30,0            | 31,7            | 30,0            | 26,7            | 20,6            | 12,8            | 7,8             | 19,4            |
| Середній мінімум, °C                      | −11,7           | −8,9            | −6,7            | −4,4            | 0,6             | 5,6             | 10,6            | 10,0            | 5,6             | −1,7            | −7,8            | −11,7           | −1,7            |
| Абсолютний мінімум, °C                    | −28,9           | −28,3           | −23,3           | −14,4           | −11,1           | −3,9            | −0,6            | 1,7             | −6,7            | −15             | −32,2           | −36,7           | −36,7           |
| Норма опадів, мм                          | 21              | 17              | 23              | 13              | 16              | 11              | 40              | 51              | 28              | 30              | 24              | 18              | 292             |
| Днів з опадами                            | 6               | 6               | 6               | 4               | 4               | 3               | 10              | 10              | 6               | 5               | 5               | 6               | 71,0            |
| ----------------------------------------- | --------------- | --------------- | --------------- | --------------- | --------------- | --------------- | --------------- | --------------- | --------------- | --------------- | --------------- | --------------- | --------------- |
| Джерело: Western Regional Climate Center. |                 |                 |                 |                 |                 |                 |                 |                 |                 |                 |                 |                 |                 |

## Демографія
Згідно з переписом 2010 року, у місті мешкало 21 678 осіб у 7590 домогосподарствах у складі 5244 родин. Густота населення становила 442 особи/км². Було 8097 помешкань (165/км²).
Расовий склад населення:
| - 43,8 % — корінних американців - 35,2 % — білих - 2,0 % — азіатів - 1,2 % — чорних або афроамериканців - 0,1 % — вихідців з тихоокеанських островів - 12,0 % — осіб інших рас |

До двох чи більше рас належало 5,8 %. Частка іспаномовних становила 31,7 % від усіх жителів.
За віковим діапазоном населення розподілялося таким чином: 30,5 % — особи молодші 18 років, 58,8 % — особи у віці 18—64 років, 10,7 % — особи у віці 65 років та старші. Медіана віку мешканця становила 31,9 року. На 100 осіб жіночої статі у місті припадало 91,5 чоловіків; на 100 жінок у віці від 18 років та старших — 86,4 чоловіків також старших 18 років.
Середній дохід на одне домашнє господарство становив 56 316 доларів США (медіана — 46 467), а середній дохід на одну сім'ю — 66 296 доларів (медіана — 60 275). Медіана доходів становила 40 962 долари для чоловіків та 31 891 долар для жінок. За межею бідності перебувало 25,5 % осіб, у тому числі 32,2 % дітей у віці до 18 років та 11,8 % осіб у віці 65 років та старших.
Цивільне працевлаштоване населення становило 8354 особи. Основні галузі зайнятості: освіта, охорона здоров'я та соціальна допомога — 32,6 %, мистецтво, розваги та відпочинок — 14,3 %, роздрібна торгівля — 12,2 %.